# Ferdinandusa paporiensis
Ferdinandusa paporiensis är en måreväxtart som beskrevs av Karl Suessenguth. Ferdinandusa paporiensis ingår i släktet Ferdinandusa och familjen måreväxter. Inga underarter finns listade i Catalogue of Life.